# Aristolochia tresmariae
Aristolochia tresmariae är en piprankeväxtart som beskrevs av Roxana Stinchfield Ferris. Aristolochia tresmariae ingår i släktet piprankor, och familjen piprankeväxter. Inga underarter finns listade i Catalogue of Life.